# Qazaxbəyli
Qazaxbəyli è un comune dell'Azerbaigian situato nel distretto di Qazax.